# Meunasah Manyang (Kembang Tanjong)
Meunasah Manyang is een bestuurslaag in het regentschap Pidie van de provincie Atjeh, Indonesië. Meunasah Manyang telt 236 inwoners (volkstelling 2010).